# 楊琳 (清朝)

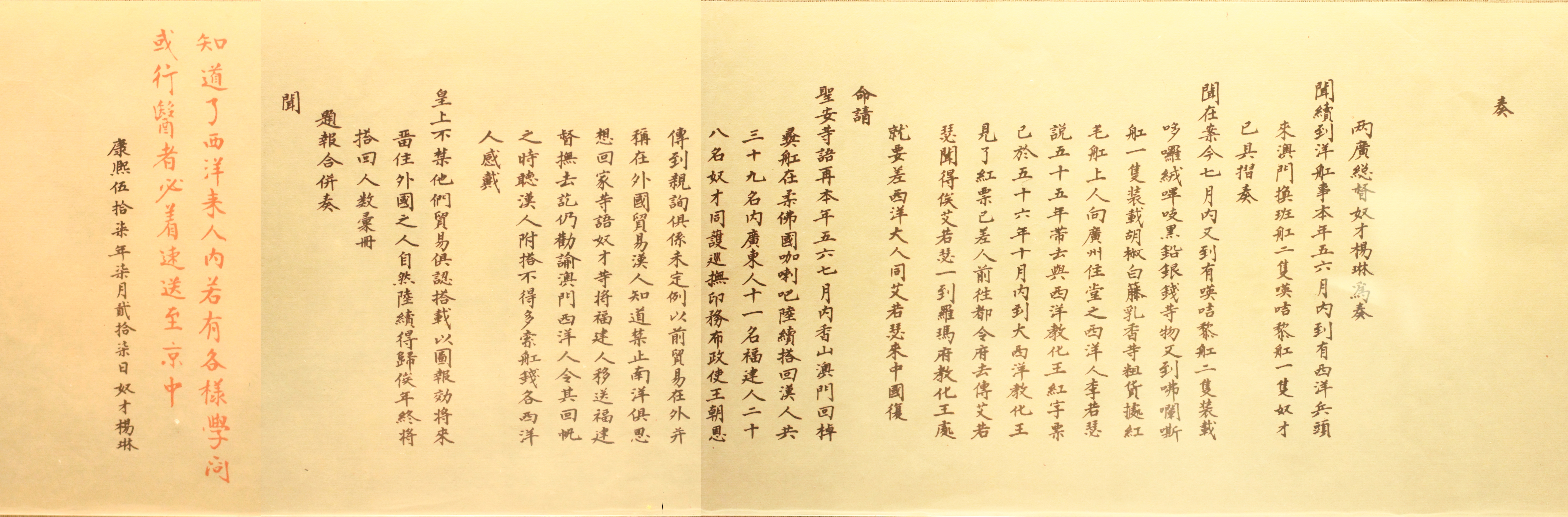
康熙五十七年兩廣總督楊琳關於廣州十三行的奏折

楊琳（约1650年代—1724年），号玉峰，原隶正红旗汉军，后属汉军正黄旗人，原籍奉天鐵嶺衛人。中國清朝官員，兩廣總督。

## 生平
初為守備。康熙十八年（1679年）升京營遊擊。歷官參將、江南漕標副將、雲南臨安鎮總兵。康熙四十六年任鑲紅旗漢軍副都統。康熙五十年任福建陸路提督，署福州将军。康熙五十四年，升廣東巡撫。五十六年，改兩廣總督（时广东巡抚、正白旗汉军杨宗仁 (清朝)），赴澳门查阅。五十七年，奏報，據西洋人李若瑟說，清朝特使艾若瑟已到達羅馬，並將紅字票遞呈羅馬教皇；上關於廣州十三行的奏折。五十八年，兼两广塩务。雍正元年三月家族奉㫖由正红旗汉军（时隶正红旗汉军第五叅领第四佐领吴成龙佐领下）入正黄旗汉军。雍正元年，两广分为两督，任广东总督（孔毓珣为广西总督）。二年（1724）卒，授太子少保，赐祭葬。《钦定八旗通志：大臣传六十一》卷195有传。
任职广东时，监制广东地区烧制的珐琅瓷器，上有落款“玉峰杨琳”。

## 外部連結
- 楊琳 （页面存档备份，存于） 中研院史語所

| 前任： 趙弘燦 | 兩廣總督 任職期間：1716年11月25日－1723年9月9日 | 繼任： 楊琳   |
| 前任： 楊琳   | 廣東總督 任職期間：1723年9月9日－1724年4月26日  | 繼任： 孔毓珣 |

1. ↑  载《广东通志：名宦》卷42，1731年。
2. ↑  载《钦定八旗通志：大臣传六十一》卷195。
3. ↑  载《明清時期澳門問題檔案文獻彙編》第1冊。
4. ↑  载《历史档案》第145-148期，2017年。
5. ↑  载《钦定八旗通志：总督》卷339。